# Pereute telthusa
Pereute telthusa là một loài bướm thuộc họ Pieridae. Nó được tìm thấy ở Nam Mỹ, bao gồm Peru, Ecuador, Bolivia và vùng Hạ Amazon ở Brasil.

## Hình ảnh

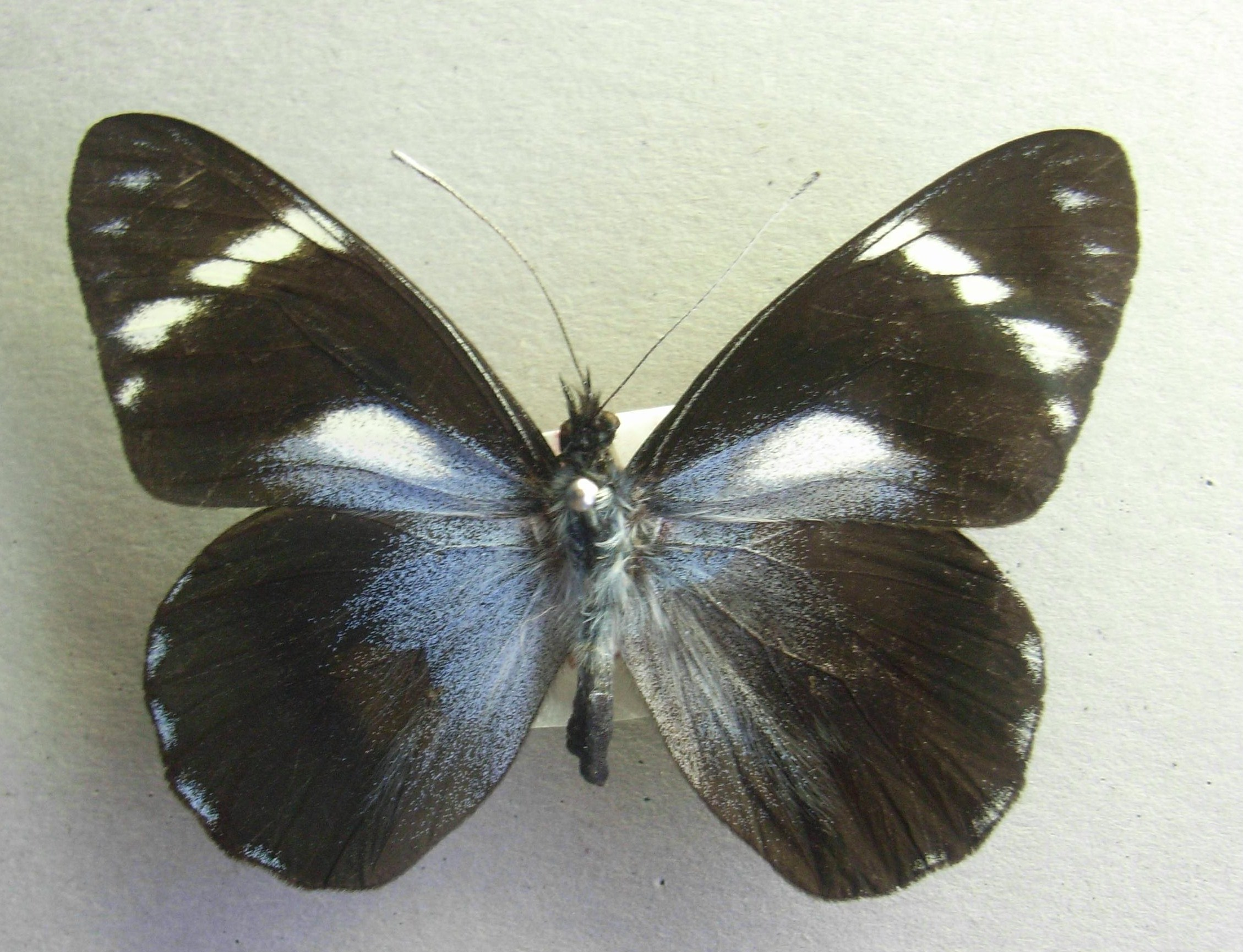